# ジェルソミーナの歩いた道 (テレサ・テンのアルバム)
『ジェルソミーナの歩いた道』（ジェルソミーナのあるいたみち）は、テレサ・テンの日本での通算8枚目のオリジナル・アルバムである。1981年2月28日にポリドール・レコードからLP盤（レコード品番：28MX 1026）とカセットテープ（規格品番：28CX-1026）形式でリリースされた。全12曲収録。
ディスクジャケット帯のキャッチコピーは「テレサ・テン（鄧麗君）の新境地を開く待望のニュー・アルバム!」。

## 概要
A面は同時リリースした新曲「ジェルソミーナの歩いた道」と前作シングル「你 (あなた)」をはじめ、3曲の完全オリジナル曲を収録。B面は他人の歌をカバーした楽曲が収録されている。佐々木幸男がプロデューサー、福住哲弥がディレクター、近藤信治がジャケット撮影を務めている。
2006年4月12日にユニバーサルミュージックより初CD化（規格品番：UPCY-6137）された。

## 批評
CDジャーナルは、「タイトル曲や「西海岸から」といったシングル曲のほか、石川さゆり「鷗という名の酒場」、八代亜紀「港町絶唱」などのカヴァーも楽しめる。」と評した。

## 収録曲
| #         | タイトル                     | 作詞       | 作曲             | 編曲       | 時間  |
| --------- | ---------------------------- | ---------- | ---------------- | ---------- | ----- |
| A1.       | 「ジェルソミーナの歩いた道」 | 門谷憲二   | 丹羽応樹         | 羽田健太郎 | 4:11  |
| A2.       | 「北極便」                   | 山上路夫   | 三木たかし       | 川上了     | 3:53  |
| A3.       | 「西海岸から」               | 千家和也   | 川口真           | 羽田健太郎 | 3:39  |
| A4.       | 「ルージュで書いたサヨナラ」 | 山上路夫   | 三木たかし       | 川上了     | 4:10  |
| A5.       | 「ラスト・シーン」           | 竜真知子   | 穂口雄右         | 穂口雄右   | 3:54  |
| A6.       | 「你 (あなた)」              | 山上路夫   | 信楽順三（採譜） | 小野崎孝輔 | 3:27  |
| B1.       | 「雨の慕情」                 | 阿久悠     | 浜圭介           | 山田年秋   | 3:19  |
| B2.       | 「鴎という名の酒場」         | 阿久悠     | 中村泰士         | 山田年秋   | 3:48  |
| B3.       | 「別れても好きな人」         | 佐々木勉   | 佐々木勉         | 伊部晴美   | 3:15  |
| B4.       | 「大阪しぐれ」               | 吉岡治     | 市川昭介         | 山田年秋   | 3:52  |
| B5.       | 「港町絶唱」                 | 阿久悠     | 浜圭介           | 山田年秋   | 3:28  |
| B6.       | 「男はみんな華になれ」       | なかにし礼 | 網倉一也         | 山田年秋   | 3:22  |
| 合計時間: | 合計時間:                    | 合計時間:  | 合計時間:        | 合計時間:  | 44:18 |